# ع السكت (فلم)
ع السكت هو فيلم درامي تم إنتاجه في عام 2005 بواسطة شركة المها للإنتاج الفني. الفيلم من تأليف خالد سليمان وإخراج سامح زغبي، وهو فيلم قصير مدة عرضه 19 دقيقة. فاز الفيلم بالجائزة الثالثة في المسابقة الرسمية لمهرجان كان 2005 عن فئة الأفلام القصيرة، مما يؤكد على قيمته الفنية وتأثيره الكبير.

## قصة الفيلم
يروي الفيلم حكاية مؤثرة تدور حول رحلة والد وطفله الفلسطيني من مدينة جنين إلى الناصرة، مروراً بالحواجز العسكرية التي تثير في الطفل دهشة وريبة، في ظل محاولات الأب لحمايته من واقع الاحتلال القاسي. تجري أحداث الفيلم على خلفية زيارة الأب وطفله لحضور جنازة خال الطفل، وهي الحقيقة التي يحاول الأب إخفاءها عن ابنه، إلا أن فضول الطفل وسعيه للفهم يضعان الأب في مواجهة مع الحقيقة المرة. هذا الفيلم يستعرض بأسلوب عميق مدى تأثير الاحتلال على الوعي الطفولي، وكيف أن الطفل في النهاية يكتشف الحقيقة بطريقته الخاصة، مما يجبر الأب على السكوت وإدراك أن طفله بدأ في تكوين وعيه الخاص حول الأحداث الجارية.